# Alexitimia
Alexitimia é um termo que diz respeito à marcante dificuldade em descrever emoções, sentimentos e sensações corporais.
A palavra provém do grego, onde A indica ausência, lexis é palavra e timia, emoção.
Um dos principais sintomas é a confusão entre sensações e sentimentos. Outro principal sintoma reside na grande dificuldade em expressar os sentimentos através de palavras. O alexitímico costuma relacionar suas sensações físicas aos seus sentimentos. Por exemplo, após sofrer um duro golpe emocional, o alexitímico irá reclamar de dor de cabeça ou fadiga, mas não saberá relatar de forma clara o que realmente sentiu.

## Medição da Alexitimia
Muitos dos primeiros estudos sobre a alexitimia são de validade questionável, uma vez que foram conduzidos com medidas que mostraram falta de confiabilidade e validade, como a Schalling Sifneos Personality Scale (SSPS) e a escala MMPI alexithymia. Por vários anos, no entanto, a Toronto Alexithymia Scale (TAS) provou ser o método mais confiável e válido para medir várias características da alexitimia. A TAS demonstrou uma estrutura replicável de quatro fatores: dificuldade em identificar sentimentos (Fator 1); dificuldade em descrever sentimentos (Fator 2); sonhar acordado reduzido (Fator 3); e uma tendência a pensar de maneira orientada externamente (Fator 4). Como os itens que avaliaram o desvaneio apresentam pouca coerência com outros fatores, duas revisões sucessivas da escala levaram à Escala de Alexitimia de Toronto (TAS-20) de 20 itens, eliminando todos os itens que avaliaram a atividade imaginária.

## Alexitimia na Psicologia
Um alexitímico apresenta dificuldades nas suas relações interpessoais, o que se deve ao fato de não poder dar uma resposta emocional aos outros. É incapaz de mostrar alegria pelo sucesso de um colega ou tristeza pela perda de uma pessoa próxima de um amigo seu. Aos olhos dos outros, esta pessoa pode parecer insensível e fria a nível emocional, assim como pragmática e calculadora. Contudo, devemos ter em conta que a alexitimia não provoca uma ausência de emoções, mas sim uma incapacidade para reconhecê-las. As pessoas que sofrem de alexitimia podem sentir-se oprimidas pela falta de controlo e entendimento das próprias emoções, o que implica um grande desgaste da qualidade de vida.